# 1999年NBA总决赛
1999年NBA季後賽是國家籃球協會在1998-99 NBA賽季的最後一個系列賽。聖安東尼奧馬刺以4比1擊敗黑八對手纽约尼克斯队，來自聖安東尼奧馬刺的添·鄧肯獲得本年度的NBA總決賽最有價值球員獎項。

## 晉級
- 纽约尼克斯队 （大西洋組第四名，東岸第八名兼八號種子，全聯盟第十四名；27勝23負）
- 聖安東尼奧馬刺 （中西組第一名，西岸第一名兼一號種子，全聯盟第一名；37勝13負）

## 形式
这次七场四胜制的系列賽于1999年6月5日开始。七場四勝是以2-3-2排列，而再不是2-2-1-1-1排列。降低優先球隊的主場優勢。
兩隊於本賽季的常規賽並沒有對陣記錄。

## 球員名單

### 聖安東尼奧馬刺
```
安德鲁·盖茨 | 2 贾伦·杰克逊 | 6 艾弗里·约翰逊 | 12 杰罗姆·科西 | 17 马里奥·埃利 | 21 蒂姆·邓肯 (总决赛MVP) | 25 史蒂夫·科尔 | 31 马里克·罗斯 | 32 肖恩·埃利奥特 | 33 安东尼奥·丹尼尔斯 | 40 杰拉德·金 | 50 大卫·罗宾逊 (队长) | 55 威尔·普度
```

## 系列賽得分
| 隊伍               | 第一場 | 第二場 | 第三場 | 第四場 | 第五場 | 總比數 |
| ------------------ | ------ | ------ | ------ | ------ | ------ | ------ |
| 紐約尼克           | 77     | 67     | 89     | 89     | 77     | 1      |
| 聖安東尼奧馬刺馬刺 | 89     | 80     | 81     | 96     | 78     | 4      |